# Почётная грамота
Почётная грамота — вид награды в форме официального документа (грамоты), удостоверяющего публичное признание заслуг человека (работника) или коллектива сотрудников (наиболее широкое распространение получила в Союзе ССР и постсоветских государствах).
Почётная грамота - как правило, красиво оформленный документ, подписанный или проставленный факсимиле официальным руководящим лицом и соответствующим образом заверенный оттиском печати, который служит доказательством проявленных человеком, формированием или коллективом успехов и достижений награждённых. Сюда некоторые также относят различные свидетельства, дипломы, благодарственные письма и благодарности. В прошлом также ценились и вывешивались для обозрения благодарственные письма от монархов.

## Определение
Согласно определению БСЭ, почётная грамота — это одна из форм морального поощрения трудящихся и коллективов.

## История
Почётная грамота Президиума Верховного Совета РСФСР была утверждена Указом Президиума Верховного Совета РСФСР от 18 июля 1956 года в целях поощрения рабочих, колхозников, служащих, деятелей науки, литературы, искусства, предприятий и организаций «за высокие показатели в выполнении государственных планов, получении высоких урожаев, за плодотворную производственную, научную и общественно-политическую деятельность и т. д.» Награждение производились по Указу Президиума Верховного Совета РСФСР.

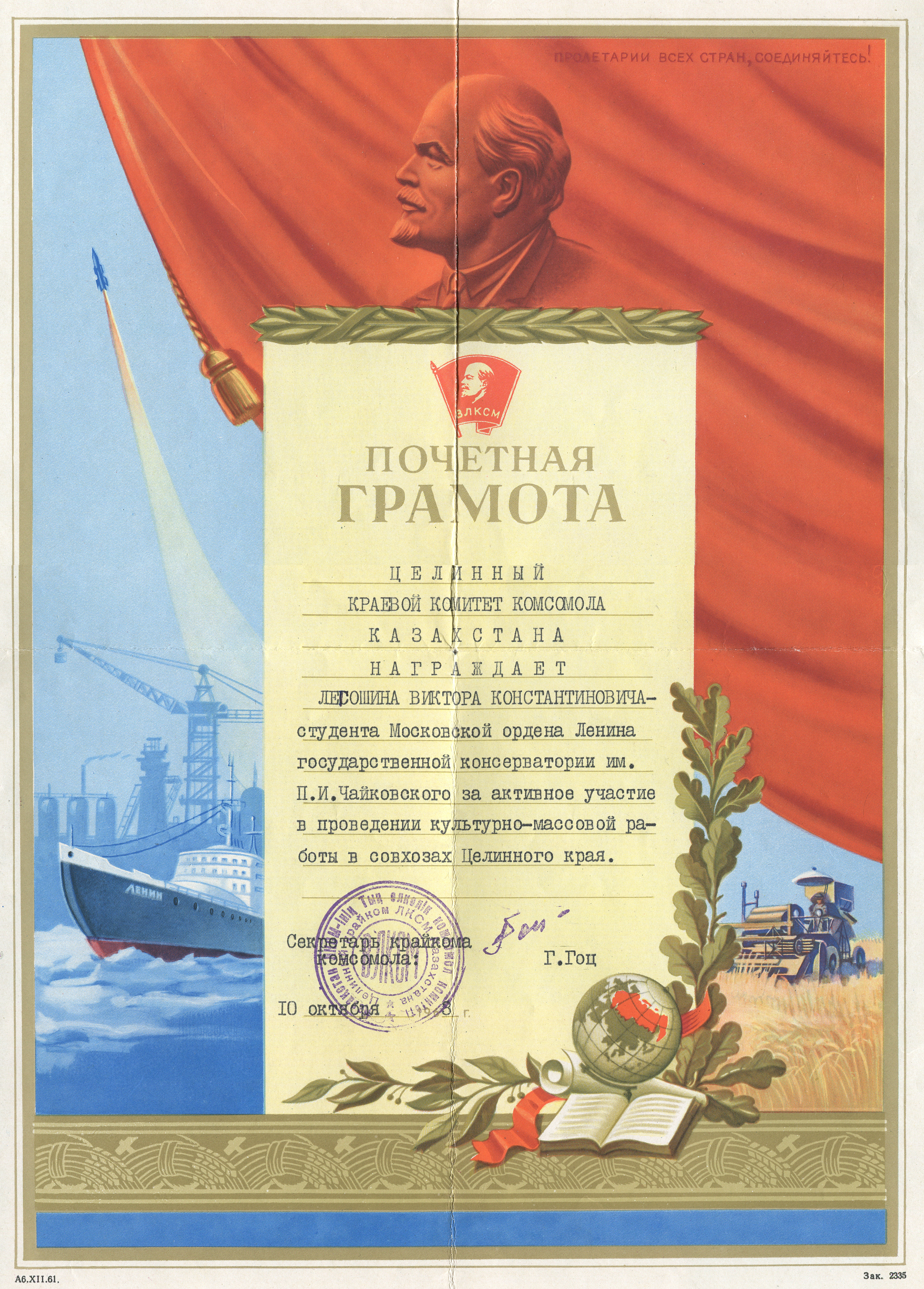
Почётная грамота за игру на скрипке в совхозах Целинного края (1963)

Почётная грамота ВЦСПС была учреждена 28 октября 1960 года в целях поощрения передовых коллективов, отдельных рабочих, инженеров, техников, служащих, активистов и работников профсоюзных организаций «за инициативу и успехи в выполнении планов, в развитии социалистического соревнования, организации воспитательной работы и в улучшении культурно-бытового обслуживания трудящихся». Награждение производил Президиум ВЦСПС по представлению советов и ЦК профсоюзов.
Награждение почётной грамотой производили Президиумы Верховного Совета союзных и автономных республик, ВЦСПС, министерства, ведомства, исполкомы местных Советов, администрация предприятий и учреждений. В качестве меры поощрения были предусмотрены Типовыми правилами внутреннего трудового распорядка, Основами законодательства о труде 1970 года.
По решениям общественных организаций почётной грамотой награждались «за активную общественную работу».

Почётная грамота за активную работу (1970)

## Почётная грамота в Российской Федерации
Согласно статье 191 Трудового Кодекса России почётная грамота в Российской Федерации — России является видом поощрения работников, добросовестно исполняющих трудовые обязанности. Сведения о поощрении работника почётной грамотой за трудовые заслуги вносятся в трудовую книжку на основании п. 24 Правил ведения и хранения трудовых книжек.

## Примеры
Ниже представлены примеры некоторых почётных грамот:
- Почётная грамота Президента Российской Федерации
- Почётная грамота Кабинета Министров Украины
- Почётная грамота Правительства Российской Федерации
- Почётная грамота Республики Узбекистан
- Почётная грамота Президиума Верховного совета Российской Федерации
- Почётная Грамота Президента Украины за активную благотворительную деятельность в гуманитарной сфере
- Почётная грамота Правительства Приднестровской Молдавской Республики